# John Baptist Purcell
 (mai 2016).
Si vous disposez d'ouvrages ou d'articles de référence ou si vous connaissez des sites web de qualité traitant du thème abordé ici, merci de compléter l'article en donnant les références utiles à sa vérifiabilité et en les liant à la section « Notes et références ».

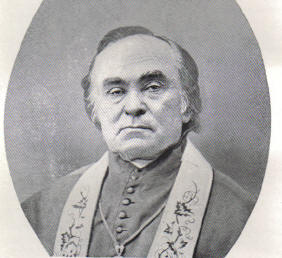
Portrait de Mgr Purcell

John Baptist Purcell, né le 26 février 1800 à Mallow en Irlande et mort le 4 juillet 1883 à Cincinnati, est un prélat irlando-américain qui fut évêque de Cincinnati de 1833 à 1850, puis archevêque de Cincinnati de 1850 à sa mort en 1883, aux États-Unis. Il fit une partie de ses études en France et fut ordonné à la cathédrale Notre-Dame de Paris.

## Biographie

### Jeunesse
John Baptist Purcell naît dans une famille pieuse irlandaise qui lui donne une éducation chrétienne alors que les lois deviennent moins rigoureuses à l'égard des catholiques irlandais. Il ne pouvait pas cependant étudier à l'université, étant catholique, aussi décide-t-il d'émigrer aux États-Unis à Baltimore. Il y obtient un diplôme d'enseignement du Asbury College, et devient précepteur dans des familles fortunées de Baltimore. Il entre le 20 juin 1820 au séminaire de Mount St. Mary's à Emmitsburg. Il reçoit les ordres mineurs trois ans plus tard de Mgr Ambrose Maréchal (en), archevêque de Baltimore. Il embarque le 1er mars 1824 pour la France en compagnie d'un professeur du séminaire, l'abbé Simon Bruté de Rémur, qui deviendra le premier évêque de Vincennes dans l'Indiana, afin de poursuivre ses études au séminaire des prêtres de Saint-Sulpice à Issy-les-Moulineaux et à Paris.
C'est l'un des trois cents prêtres à être ordonnés le 26 mai 1826 par Mgr de Quélen en la cathédrale Notre-Dame de Paris.
Il continue ses études, puis retourne au séminaire de Mount St. Mary's à l'automne 1827, pour y devenir professeur. Il est nommé plus tard recteur du séminaire, avant d'être nommé évêque de Cincinnati en 1833. Il est consacré le 13 octobre 1833 par Mgr James Whitfield.

### Évêque

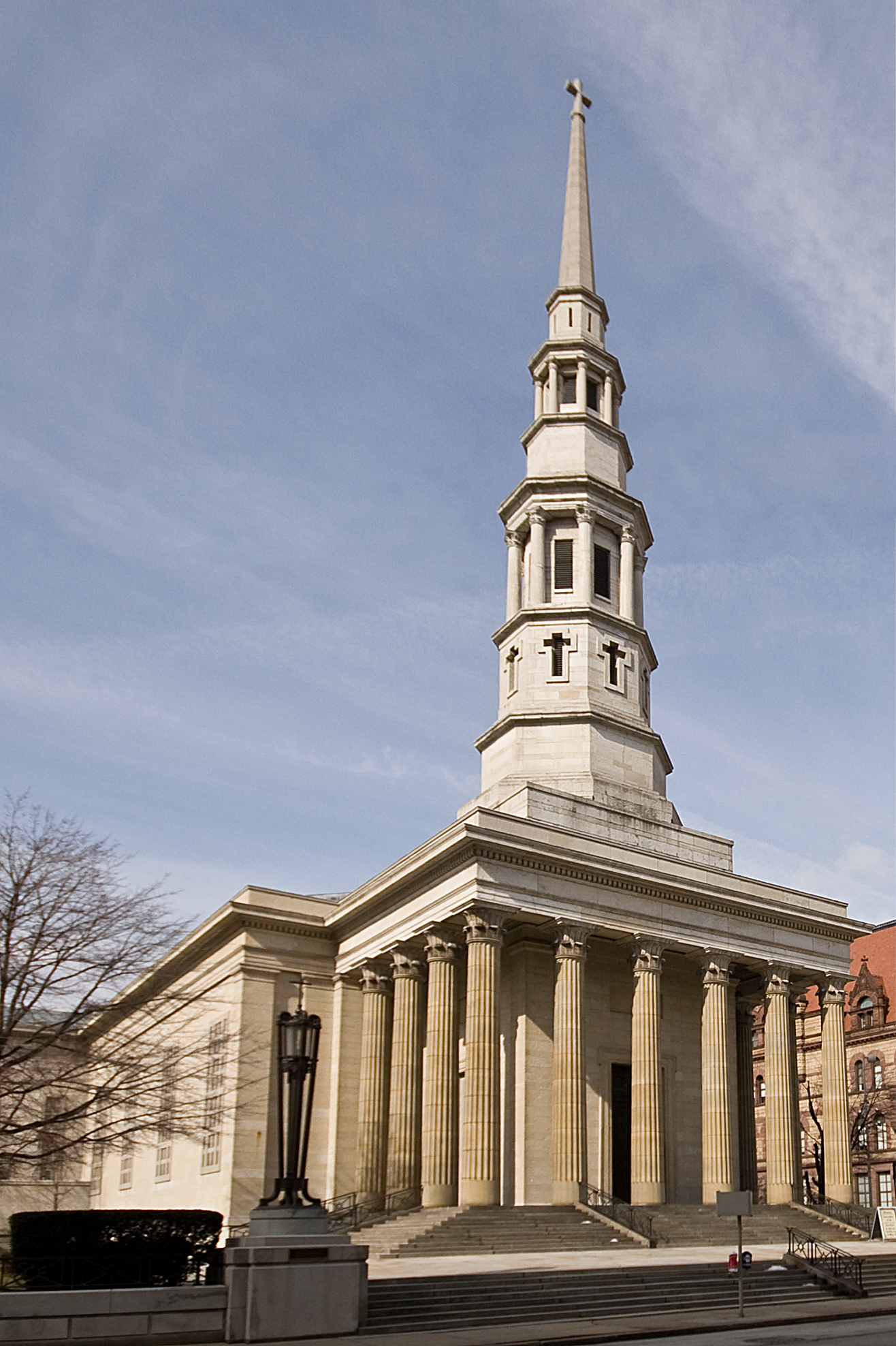
Cathédrale de Cincinnati

Il arrive par bateau à vapeur à Cincinnati le 14 novembre 1833, accueilli par les évêques Benoît-Joseph Flaget et Jean-Baptiste-Marie David de Bardstown et celui de Détroit, Mgr Rese (administrateur du diocèse pendant la vacance), ainsi que par un petit groupe de prêtres qui le conduisent à la modeste petite cathédrale. C'est Mgr Flaget qui l'installe canoniquement. La ville de Baltimore est alors une ville de 30 000 habitants en pleine croissance, avec une seule église catholique, la cathédrale, et le diocèse englobe tout l'État de l'Ohio.
Un petit groupe de séminaristes existe dans l'atheneum installé près de la cathédrale par l'évêque précédent, mais il faut faire vite car les immigrants catholiques irlandais ou allemands arrivent par milliers. Le jeune évêque s'attèle à la tâche avec ardeur, parcourant tout le diocèse, écrivant des articles dans le Telegraph, premier organe de presse catholique du Middle West, fondé par l'abbé Young, neveu de l'évêque précédent, Mgr Fenwick, op. Mgr Purcell enseigne également au séminaire. Il fait bâtir de nouvelles églises à Cincinnati: d'abord l'église de la Sainte-Trinité pour les fidèles germanophones, suivie bientôt de l'église Sainte-Marie. Il fait venir les jésuites pour l'aider et décide en 1841 de faire construire une nouvelle cathédrale, la cathédrale Saint-Pierre-aux-Liens (en), l'un des plus beaux édifices néo-classique à la grecque du Midwest. Elle est consacrée en 1846.
L'évêque fait reconstruire le séminaire diocésain en 1851, sous le nom de Mount St. Mary's of the West,, ainsi que deux orphelinats, l'un pour les enfants issus de familles germanophones, l'autre pour les enfants issus de familles anglophones. Il fait aussi plusieurs voyages en Europe pour visiter les séminaires et recruter de nouveaux prêtres pour son diocèse. C'est ainsi qu'il fait venir de France les abbés Joseph Machebeuf (futur premier évêque de Denver), Jean-Baptiste Lamy (futur premier archevêque de Santa Fé), Gacon, Cheymol, Navaron, etc. qui marqueront l'histoire du catholicisme dans le Middle West et dans le Sud. En 1851, Cincinnati a déjà treize paroisses et onze écoles paroissiales avec près de 4 500 élèves.

### Archevêque
Cincinnati est élevé au rang d'archidiocèse par Pie IX en 1850. Les diocèses de Cleveland, Détroit, Indianapolis et Louisville deviennent suffragants. Une polémique survient en 1853, lorsque Mgr Purcell dénonce le fait que les catholiques paient les taxes des écoles d'État, arguant du fait que la plupart des catholiques envoient leurs enfants dans des écoles catholiques et les protestants sont mécontents de la visite du nonce apostolique, Mgr Gaetano Bedini, émissaire du pape, accueilli solennellement par l'archevêque. La frange libérale de la population qui avait fui les pays germanophones après les révolutions de 1848 considèrent le cardinal comme trop favorable aux monarchies. Ils organisent une manifestation violente sous les fenêtres de l'archevêque le jour de Noël 1853.
Mgr Purcell est à Rome pour le concile Vatican I, mais part avant la fin. Il fait partie de la minorité qui ne voit pas l'opportunité de l'infaillibilité pontificale, mais il se range aux conclusions du concile à son retour aux États-Unis, dans un sermon resté fameux. Son jubilé à la prêtrise en 1876 est suivi non seulement par le diocèse, mais par l'ensemble des catholiques du pays. La ville a désormais une population de 300 000 habitants (dix fois plus qu'à son arrivée) avec des paroisses bien administrées et 20 000 élèves dans leurs écoles. Environ 200 prêtres sont actifs (dont 50 réguliers) pour 150 000 catholiques.
Cependant ses dernières années sont assombries par des déficits causés en partie sous la responsabilité de son frère, l'abbé Edward Purcell, qui emprunte à taux inconsidérés et dépense trop pour le diocèse. L'automne 1878 est marqué par le krach du diocèse. Après quatorze ans de procès, le diocèse est enfin confronté à une dette de 140 000 dollars. Toutes les dettes sont remboursées par l'archevêque suivant, Mgr Elder.

## Congrégations appelées par Mgr Purcell
- Sœurs de la Charité arrivées en 1829
- Jésuites, 1840 pour le collège et 1847 pour le diocèse
- Sœurs de Notre-Dame de Namur, arrivées en 1840
- Missionnaires du Précieux-Sang, arrivés en 1844
- Franciscains, arrivés en 1844
- Sœurs du Bon Pasteur, arrivées en 1857
- Sœurs de la Miséricorde, arrivées en 1858
- Petites sœurs des pauvres, arrivées en 1868
- Sœurs des pauvres de Saint François, arrivées en 1868
- Dames du Sacré-Cœur, arrivées en 1869
- Passionnistes, arrivés en 1870